# 住吉神社 (小野市)
住吉神社（すみよしじんじゃ）は、兵庫県小野市にある神社。祭神は住吉三神（表筒之男命、中筒之男命、底筒之男命）である。旧式内社、旧社格は県社。鎮座地名から小野住吉神社とも呼ばれる。

## 概要
当神社の創建年代は不明である。
もと河内山田に鎮座していたが、市場村喜多島に奉遷鎮座し、後に現在の地に奉遷することとなった。
延喜式神名帳に所載の神社であって元和元年（1615年）小笠原忠政の社領を寄せられ、慶安以降徳川将軍代々の社領朱印地として十石を賜った。その後、小野藩主一柳家より氏神として厚く当社を崇敬され、燈籠・鳥居など多くの寄付を賜り、それらは今なお現存している。
又、地方の大社として一般の人々の崇敬も厚く、明治4年（1929年）に郷社、1942年（昭和17年）6月には皇紀2600年を奉祝し県社に列せられた。

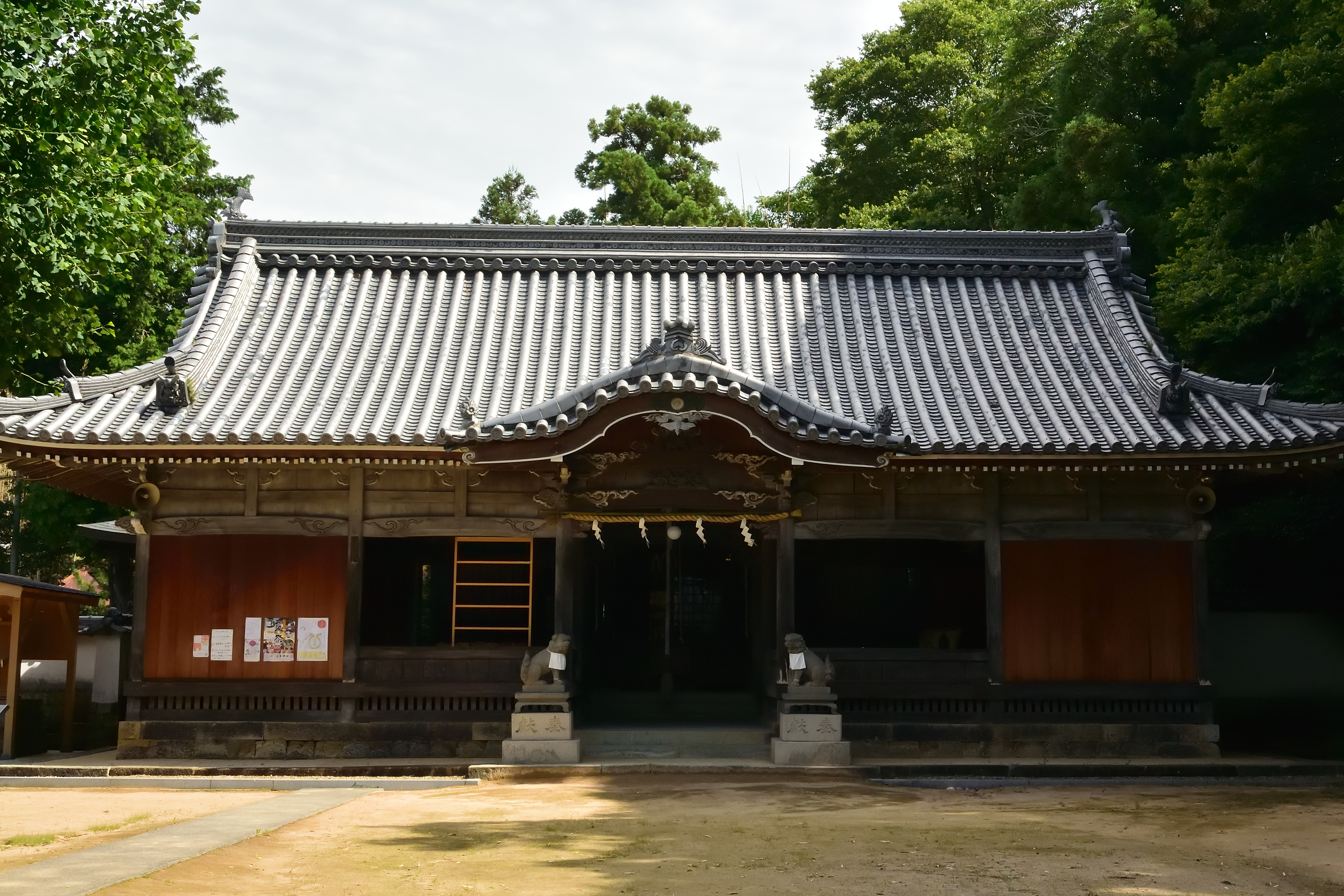
拝殿

現在の本殿は宝暦年間に再建され、続いて神門・拝殿・その他の建物も再建され、その後、幾多の大改修を経て現在に至っている。
匠の技を凝らした見事な彫刻で社殿を装飾し、自然との調和が取れた神社である。
「犬幸祈願」と称して犬の七五三詣や犬を対象としたお守りなどを販売しており、2013年からはゴールデンレトリーバーなどの犬による神楽舞を行っている。
2016年に、菅原道真が奉納したとされる古墳時代中期頃の神鏡があらたにみつかっている。

## 三十六歌仙絵馬
甲田重信が万治2年（1659年）に描いたものを、寛政8年（1796年）に大原重政から奉納された。現在は小野市立好古館に保管されている。